# Tyler Stovall
Tyler Edward Stovall (Gallipolis, 9 de abril de 1954 — Nova York, 11 de dezembro de 2021) foi um acadêmico e historiador americano. Ele atuou como presidente da American Historical Association em 2017.

## Biografia
Stovall formou-se em história pela Universidade de Harvard em 1976. Ele obteve um mestrado em 1978 na Universidade de Wisconsin-Madison, onde também obteve um doutorado em 1984 com uma tese que acabou sendo publicada como um livro chamado The rise of the Paris Red Belt . Ele atuou como professor do ensino médio em 1978 antes de lecionar na Universidade de Wisconsin-Milwaukee, na Universidade da Califórnia em Berkeley e na Universidade Estadual de Ohio. Ele então atuou como professor da Universidade da Califórnia, em Santa Cruz, antes de retornar a Berkeley. Seu último cargo foi Reitor da Graduate School of Arts and Sciences da Universidade Fordham.
Os estudos de Stovall se especializaram na história dos subúrbios franceses, imigração urbana e história pós-colonial e transnacional.
Tyler E. Stovall morreu na cidade de Nova York em 11 de dezembro de 2021, aos 67 anos.

## Publicações
- A ascensão do Cinturão Vermelho de Paris (1990)
- França desde a Segunda Guerra Mundial (2002)
- Paris e o Espírito de 1919: lutas do consumidor, transnacionalismo e revolução (2012)
- Paris noir: afro-americanos na cidade da luz (2012)
- França transnacional: a história moderna de uma nação universal (2015)
- Liberdade branca: a história racial de uma ideia (2021)